# Alexandrina Cabral
Alexandrina Cabral Barbosa (Lisszabon, 1986. május 5. –) világ-és Európa-bajnoki ezüstérmes portugál születésű spanyol válogatott kézilabdázó, balátlövő, a francia Brest Bretagne játékosa.

## Pályafutása

### Klubcsapatokban
2005-ig hazájában, a Madeira Andebol SAD játékosa volt, majd három szezont a spanyol Astroc Sagunto csapatában töltött. Ezt követően két évig a román Rulmentul-Urban Brasov együttesében kézilabdázott, majd visszatért Spanyolországba, az Itxako Navarrához. 2011-ben és 2012-ben bajnok, valamint kupagyőztes volt a spanyol csapattal. A 2012-2013-as idényt a román Oltchim Vâlceában töltötte, ahol szintén bajnoki címet ünnepelhetett. Miután a Vâlcea csődbe ment, 2013 júliusában egy évre aláírt a német Thüringerhez és az idény végén a THC-vel is bajnok lett. 2014 nyarától a francia élvonalban szereplő Fleury játékosa, majd 2016 nyarától az orosz Rosztov-Donban kézilabdázott. A Fleury-vel 2015-ben, a Rosztovval pedig 2017-ben és 2018-ban lett bajnok, a 2015-2016-os szezon végén EHF-kupa-döntőt játszott és nyert az orosz csapattal. 2018 nyarán csatlakozott a szintén francia Nantes csapatához. 2020 nyarától harmadszor is visszatért Romániába és a CSM București csapatát erősítette.

### A válogatottban
2008-ban a portugál válogatottal 16. volt az Európa-bajnokságon, majd miután állampolgárságit kapott, 2012-től a Spanyolország válogatottjának tagja lett. 2014-ben Európa-bajnoki ezüstérmes volt, részt vett a 2016-os olimpián. 2019-ben világbajnoki döntőt játszott a nemzeti csapattal, a Japánban rendezett torna döntőjében Hollandiától kaptak ki 30–29-re. A torna végén beválasztották az All-Star csapatba is.

## Sikerei, díjai
- Spanyol bajnok: 2011, 2012
- Spanyol Kupa-győztes: 2012
- Román bajnok: 2013
- Német bajnok: 2014
- Francia bajnok: 2015
- Orosz bajnok: 2017, 2018
- Bajnokok Ligája-döntős: 2011
- EHF-kupa-győztes: 2016
- A Kárpát-kupa legértékesebb játékosa: 2013[8]
- A francia bajnokság legjobb balátlövője: 2015, 2016
- Kupagyőztesek Európa-kupája gólkirálya: 2015
- A 2019-es világbajnokság All-Star csapatának tagja